# Commodore PET
Los Commodore PET (Personal Electronic Transactor: en castellano Transactor electrónico personal) y CBM fueron líneas de ordenadores domésticos producidas por Commodore International a partir de 1977. Con buenas ventas en los mercados educativos de Canadá, Estados Unidos e Inglaterra, fue la primera computadora completamente equipada de Commodore y la que posteriormente formó la base de su línea de productos de 8 bits, incluyendo al Commodore 64. El primer modelo, denominado PET 2001, fue la primera computadora personal disponible para el consumidor final.

## Historia

### Orígenes y los primeros modelos

#### Series PET 2001, 2001-N & 2001–B y CBM 3000
En los años 1970 Texas Instruments (TI) era el proveedor principal de CPUs para el uso en calculadoras. Muchas compañías vendían diseños de calculadoras basados en sus juegos de chips, incluyendo Commodore. 
Sin embargo, en 1975, TI incrementó el precio del juego de chips sueltos, al punto que costaban más que el precio en que vendían sus calculadoras enteras (que usaban los chips), y la industria que ellos habían desarrollado se congeló y salió fuera del mercado.
Commodore respondió buscando un juego de chips de su propiedad que pudiera comprar sin restricciones, y rápidamente encontró la empresa MOS Technology, Inc., que ofrecía su diseño del microprocesador 6502 al mercado, y la compró. 
Junto con la compañía vino el KIM-1, un pequeño kit de computadora basado en el 6502 diseñado por Chuck Peddle. En Commodore, Peddle convenció a Jack Tramiel de que las calculadoras eran un callejón sin salida y de que en lugar de eso deberían enfocarse en la fabricación de una máquina "real" basada en el KIM-1 y venderla para tener beneficios mucho más altos.
El resultado fue el PET, el primer computador personal "todo en uno". El primer modelo fue el PET 2001, que venía en dos versiones, el 2001-4 que incluía 4 KB RAM y el 2001-8 con 8 KB RAM. 
El computador era esencialmente el KIM-1 con un nuevo chip controlador de video, el MOS 6545, que manejaba un pequeño monitor incorporado en blanco y negro con una resolución de texto y caracteres semigráficos de 40×25 caracteres. 
La máquina también incluyó un Datassette para el almacenaje de datos situado en el frente de la carcasa que dejaba poco espacio para el teclado. El PET 2001 fue anunciado en 1977 y comenzó a venderse alrededor de septiembre. Sin embargo, seguían pedidos pendientes (backorders) por meses, y para facilitar las entregas cancelaron la versión de 4K a principios del año siguiente.
Aunque la máquina fue bastante exitosa, casi todo el mundo se quejaba por el minúsculo teclado. Esto fue tratado en las versiones mejoradas "-N" y "-B" del PET 2001, que pusieron la unidad de casetes fuera de la carcasa e incluyeron un teclado más grande que se sentía mejor. 
Internamente fue utilizada una tarjeta madre nueva y más simple, junto con una actualización en memoria de 8K, 16K o 32K, conocidas como el 2001-N-8, 2001-N-16, o 2001-N-32, respectivamente.
Las ventas de las nuevas máquinas fueron fuertes, y Commodore entonces introdujo los modelos en Europa. Sin embargo ya había, para la venta en Europa, una máquina llamada PET de la enorme compañía neerlandesa Philips, y el nombre tuvo que ser cambiado. El resultado fue la serie CBM 3000 (Commodore Business Machines 3000), que incluyó los modelos 3008, 3016 y 3032. Los modelos PET 2001-N-8, y CBM 3008, con 8 KB de RAM, fueron retirados rápidamente.

### Educación, negocio, y ciencias de la computación

#### Series PET 4000 y CBM 8000
La serie PET 4000 fue la versión final de lo que podría ser llamado como el PET "clásico". Este fue esencialmente el último modelo de la serie 2000, pero con un monitor más grande con imagen en "verde y negro" y una nueva versión del lenguaje de programación Commodore BASIC. En este punto el Commodore había notado que muchos clientes estaban comprando las versiones con poca memoria de las máquinas e instalaban sus propios chips de RAM, así que a los computadores 4008 y 4016 se les quitaron los zócalos extra para la memoria en la tarjeta madre.
El 4032 fue un enorme éxito en las escuelas, en donde su resistente construcción toda de metal y su diseño "todo en uno" le hicieron capaz de soportar mejor los rigores del uso en la sala de clases. Importante en este papel fue también el puerto IEEE 488, de otra manera poco utilizado, del PET. Usado sabiamente, el puerto podía trabajar como una simple "red" y permitir compartir las impresoras y las unidades de disco, entonces muy costosos, entre todas las máquinas de la sala de clases.
Otras dos máquinas de la serie PET fueron lanzadas. El CBM 8000 incluyó para la pantalla un nuevo chip que manejaba una resolución de 80×25 caracteres, pero esto resultó en un número de incompatibilidades de software con programas diseñados para la pantalla de 40 columnas, y como resultado parece haber sido impopular.
El 8032 se fabricaba con 32K estándar pero permitía agregar otros 64K externamente. Luego esta mejora fue instalada de fábrica creando así el 8096. Los últimos modelos, conocidos como los SK y los Execudesk, usaron una carcasa mejorada con un teclado separado y un montaje giratorio para el monitor.

#### Serie SuperPET 9000

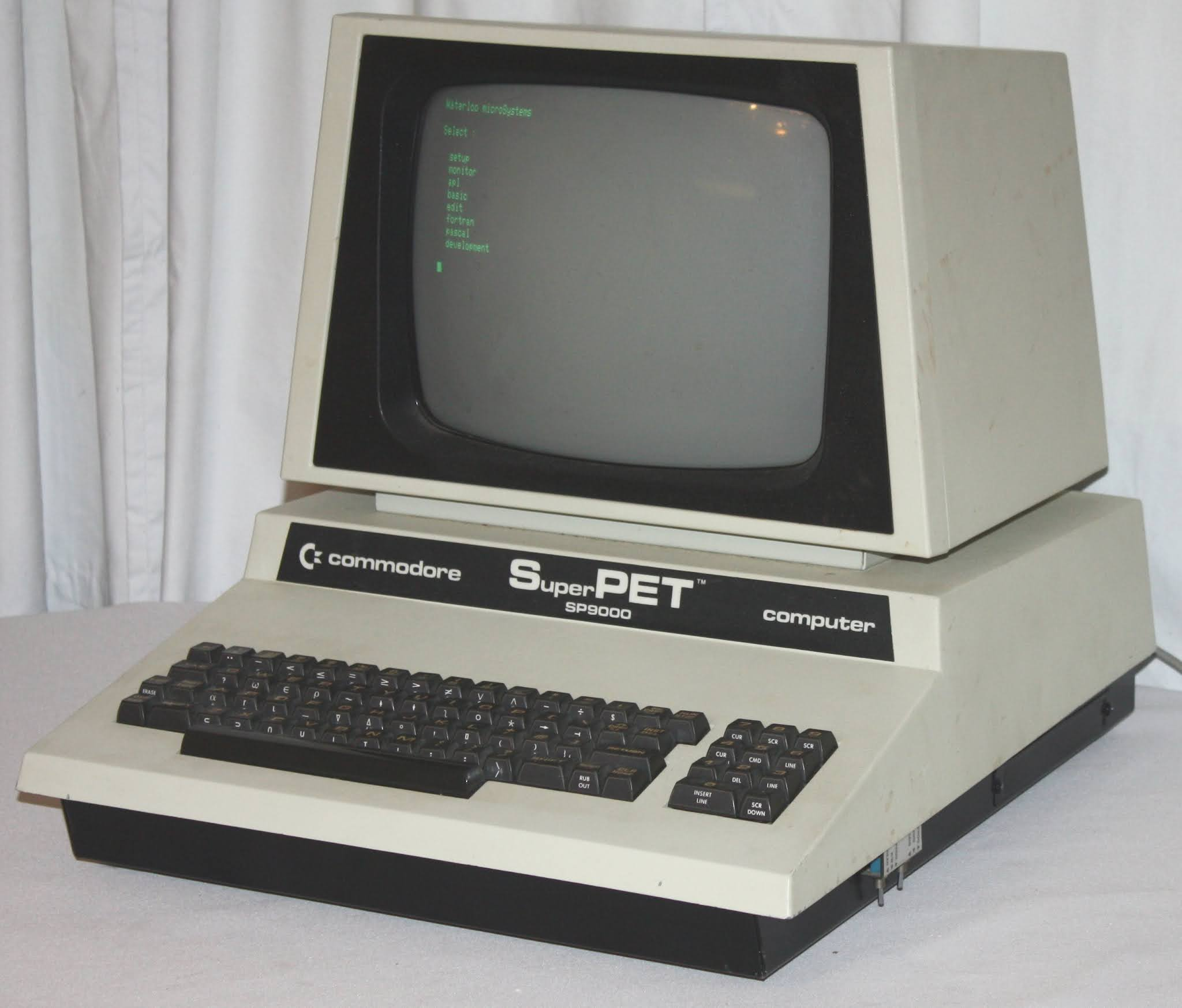
Commodore SuperPET 9000.

El último en la serie fue el SP9000, conocido como el SuperPET o el MicroMainframe. Esta máquina fue diseñada en la Universidad de Waterloo para enseñar programación. En adición al hardware básico del CBM 8000, los 9000 agregaron un segundo CPU, el Motorola 6809, e incluyeron un número de lenguajes de programación como el BASIC en ROM para el 6502 y el APL, COBOL, FORTRAN, PASCAL y un ensamblador 6809 en discos blandos para el 6809. También incluyó un programa de terminal que permitió que la máquina fuera usada como "smart terminal" (terminal inteligente), así que esta máquina sola podía reemplazar muchas de las "cajas" corrientemente en uso en la universidad. Además la máquina se convirtió en un ambiente de desarrollo remoto en donde el usuario podía subir su creación (su programa) a un mainframe después de completar, en el SuperPET, el desarrollo y las pruebas.

### El problema de los gráficos
Como computadora casera, pronto fue sobrepasada por máquinas que incluyeron gráficos a color y sonido, principalmente por el Apple II, la familia Atari de 8 bits y el TRS-80. Aunque el color fue proporcionado más adelante en el Commodore VIC-20 y el Commodore 64, el problema de los gráficos podría haber sido mucho menos molesto si el juego de caracteres no hubiera estado fijo ("hard wired") en el ROM. En sus rivales la localización de la descripción de los caracteres gráficos se podía cambiar y apuntar a la RAM, donde nuevos caracteres podían ser dibujados para crear gráficos. En el lado positivo, los PET usaron un juego de caracteres gráficos bastante bueno, (en su variación del ASCII, conocido como PETSCII), que permitieron que fueran creados algunos juegos rudimentarios. En 1982 se lanzó una expansión, una interfaz gráfica basada en Thomson EF936x, con 512x512 pixeles.

### La revistaCursor
A finales de la década de 1970, los usuarios del PET podían suscribirse a una "revista" publicada regularmente llamada Cursor. En lugar de imprimirse en el papel, Cursor fue publicada como una cinta de casete de datos compatible con el PET que contenía alrededor de una media docena de juegos y programas utilitarios.

## Sumario de modelos

### Serie PET 2001 / Serie 2001-N & -B, serie CBM 3000
CPU: 6502, 1MHz
RAM: 4K, 8K, o 16K / 8K, 16K, o 32K
ROM: 18K, incluyendo BASIC 1.0 / 20K, incluyendo BASIC 2.0 (la mayoría de los CBM con 3.0)
Video: MOS 6545, monitor monocromático de 9", resolución de pantalla 40×25 caracteres
Sonido: Ninguno / Simple zumbador ("beeper") piezoeléctrico
Puertos: MOS 6520 PIA, MOS 6522 VIA, 2 Datassette (1 usado / uno trasero), 1 IEEE-488
Notas: teclado tipo chiclet de 69 teclas y Dattassette integrado / Teclado de tamaño completo, sin unidad Dattassette integrada

### Serie PET 4000 / Serie CBM 8000.
CPU: MOS 6502, 1MHz
RAM: 8K, 16K o 32K / 32K o 96K
ROM: 20K, incluyendo BASIC 4.0
Video: MOS 6545, monitor monocromático de 9" / 12", resolución de pantalla 40×25 / 80×25 caracteres
Sonido: Simple zumbador ("beeper") piezoeléctrico/generador de sonido con un canal y altoparlante
Puertos: MOS 6520 PIA, MOS 6522 VIA, 2 Puertos Datassette (uno trasero), 1 IEEE-488
Notas: Básicamente una mejora del 2001 / Básicamente un 4000 con 80 columnas y un teclado ligeramente diferente, con un teclado numérico más pequeño (11 teclas)

### Serie SuperPET 9000
CPU: 6502 y Motorola 6809, 1MHz
RAM: 96K
ROM: 48K, incluyendo BASIC 4.0 y otros lenguajes de programación
Video: MOS 6545, monitor monocromático de 12", resolución de pantalla 80×25 caracteres
Sonido: Simple zumbador ("beeper") piezoeléctrico
Puertos: MOS 6520 PIA, MOS 6522 VIA, MOS 6551 ACIA, 1 RS-232, 2 Puertos Datassette (uno trasero), 1 IEEE-488
Notas: Básicamente un 8000 con ROMs para lenguajes de programación, también tenía tres juegos de caracteres, y un RS-232 para usar como un terminal.

### Periféricos
Commodore Business Machines hizo una variedad de unidades de disco disponibles para el PET, usando la interface IEEE 488, incluyendo:
Commodore 2031 Unidad simple de disco
Commodore 4040 Unidad doble de discos
Commodore 8050 Unidad doble de discos
Commodore 8250 Unidad doble de discos de "cuádruple densidad"
Commodore 8280 Unidad doble de discos de 8"
Commodore SFD-1001 Unidad simple de disco de "cuádruple densidad"
Commodore D9060 Disco de disco duro de 5 MB
Commodore 9090 Unidad de disco duro de 7.5 MB